# Фостер, Брендан
Брендан Фостер (англ. Brendan Foster; род. 12 января 1948, Hebburn, Тайн-энд-Уир) — британский английский легкоатлет, специалист по бегу на средние и длинные дистанции. Выступал за сборные Англии и Великобритании по лёгкой атлетике в 1970-х годах, бронзовый призёр летних Олимпийских игр в Монреале, чемпион Европы и Игр Содружества, трёхкратный победитель Кубка Европы, бывший рекордсмен мира. Также известен как предприниматель, спортивный комментатор, общественный деятель. Командор ордена Британской империи.

## Биография
Брендан Фостер родился 12 января 1948 года в Хебберне, район Саут-Тайнсайд графства Тайн-энд-Уир. Занимался лёгкой атлетикой в Гейтсхеде, проходил подготовку в местном клубе Gateshead Harriers. Окончил Университет Сассекса.
Первого серьёзного успеха на международном уровне добился в сезоне 1970 года, когда вошёл в состав английской сборной и выступил на Играх Британского Содружества наций в Эдинбурге, где в зачёте бега на 1500 метров стал бронзовым призёром.
В 1971 году в той же дисциплине взял бронзу на чемпионате Европы в Хельсинки.
Благодаря череде успешных выступлений в 1972 году удостоился права защищать честь страны на летних Олимпийских играх в Мюнхене — в финале программы 1500 метров показал время 3:39.02, расположившись в итоговом протоколе на пятой строке.
В 1973 году выиграл 5000 метров на Кубке Европы в Эдинбурге, тогда как на соревнованиях в Кристал Пэлас установил мировой рекорд в беге на 2 мили — 8:13.68.
В 1974 году в дисциплине 5000 метров с личным рекордом 13:14.6 получил серебро на Играх Британского Содружества наций в Крайстчерче, превзошёл всех соперников на чемпионате Европы в Риме. На домашнем старте в Гейтсхеде установил мировой рекорд в беге на 3000 метров — 7:35.1, продержавшийся почти четыре года и превзойдённый впоследствии кенийцем Хенри Роно. По итогам сезона был признан лучшим спортсменом года по версии BBC.
В 1975 году среди прочего одержал победу в 5000-метровом беге на Кубке Европы в Ницце.
Принимал участие в Олимпийских играх 1976 года в Монреале — в беге на 10 000 метров завоевал бронзовую награду, уступив только финну Лассе Вирену и португальцу Карлушу Лопишу, в то время как в беге на 5000 метров финишировал в финале пятым. За эти выдающиеся достижения был награждён орденом Британской империи.
В 1978 году на Играх Содружества в Эдмонтоне стал бронзовым призёром на дистанции 5000 метров и чемпионом на дистанции 10 000 метров. На чемпионате Европы в Праге в дисциплине 10 000 метров пришёл к финишу четвёртым.
В 1979 году в беге на 10 000 метров отметился победой на Кубке Европы в Турине.
В 1980 году бежал 10 000 метров на Олимпийских играх в Москве, занял в финале 11-е место.
После завершения спортивной карьеры с 1981 года работал на руководящих должностях в компании Nike, в 1988 году вместе с тремя друзьями основал свою собственную фирму по продаже спортивной одежды Nova International, позже переименованную в View From International. Компании удалось заключить контракт на снабжение экипировкой британской сборной по лёгкой атлетике, а в 2002 году бренд за 2 млн фунтов стерлингов выкупил крупный производитель одежды Marks & Spencer.
В течение многих лет Фостер работал на спортивных телеканалах BBC в качестве комментатора и репортёра во время трансляций крупных легкоатлетических стартов. Занимался общественной и административной работой, известен как организатор пробега Great North Run, который впоследствии стал одним из самых престижных соревнований по полумарафону в мире.
В период 2005—2009 годов являлся канцлером Лидского городского университета. В 2008 году возведён в степень командора ордена Британской империи.
В 2020 году за большой вклад в развитие спорта и культуры Северо-Восточной Англии удостоен титула рыцаря-бакалавра.